# 本村千代太
本村 千代太（もとむら ちよた、1893年（明治26年）1月12日 - 1944年（昭和19年）6月11日）は、大日本帝国陸軍軍人。最終階級は陸軍中将。

## 経歴
1893年（明治26年）に佐賀県で生まれた。陸軍士官学校第25期卒業。1937年（昭和12年）8月に関東軍兵事部員に就任し、1938年（昭和13年）7月に陸軍歩兵大佐に進級した。1939年（昭和14年）3月に支那駐屯歩兵第1連隊長（北支那方面軍・第27師団）に就任し、日中戦争に出動。1940年（昭和15年）8月に北支那方面軍高級副官に転じた。
1942年（昭和17年）8月1日に陸軍少将に進級し、歩兵第59旅団長（第1軍・第69師団）に就任。臨汾に駐屯し、大行作戦、大岳作戦などの作戦に参加した。1944年（昭和19年）3月に運城に移り、霊宝会戦に出動。黄河を渡り、敵軍を撃砕したが、6月11日に壮絶な戦死を遂げた。同日任陸軍中将。